# Давай, Джони, давай!
„Давай Джони, давай!“ (на английски: Go, Johnny Go!) е американски рок енд рол филм от 1959 година с участието на Алън Фрийд като скаут, търсещ музикални таланти за бъдещи рок енд рол звезди. Във филма участват още Джими Клентон, Санди Стюърт и Чък Бери.

## Продукция
„Давай Джони, давай!“ е заснет в рамките на пет дни от Хал Роач Студиос в Кълвър Сити, Калифорния.

## В ролите
- Алън Фрийд, като Алън Фрийд
- Джими Клентон, като Джони Мелъди
- Санди Стюърт, като Джули Арнолд
- Чък Бери, като Чък Бери

## Интересен факт
Във филма участва и Ричи Валънс, който скоро след това загива в самолетна катастрофа заедно с Бъди Холи.